# Ardabil
Ardabil  (en persan : اردبیل), également Ardebil, anciennement Artavil, est une ville frontalière de nord-ouest de l'Iran et la capitale de la province d'Ardabil. Sa population est estimée à 650 000 habitants, en majorité azéris. La ville est réputée pour sa tradition de fabrication de soie et de tapis. C'est ici que se trouve l'ensemble du Khanegah et du sanctuaire du Cheikh Safi al-Din, qui donna son nom à la dynastie safavide.

## Géographie
La ville d'Ardabil se trouve à 400 km au nord-ouest de Téhéran et à 50 km à l'ouest de la mer Caspienne. À proximité de cette mer et de la république d'Azerbaïdjan, la ville a une grande importance politique et économique.
Ardabil est sise dans une plaine ouverte, à 1 500 m d'altitude, juste à l'est du mont Savalan (4 811 m), où souffle un vent froid jusqu'à la fin du printemps. Les hivers sont très froids, avec des températures tombant à −25 °C, et les étés sont tempérés, avec des températures qui ne dépassent guère 35 °C. Le lac Neor se situe au sud-est de la ville.

## Histoire
L'histoire de la province a des liens étroits avec celles de l'Azerbaïdjan voisin. La province est supposée dater de l'époque achéménide. Elle est mentionnée dans l'Avesta, où il est dit que Zoroastre est né au bord de la rivière Araxe et a écrit son livre dans les monts Savalan. 
Vers l'an 900, la cité est la cible d'une expédition varègue et pillée. Durant la conquête de l'Iran par l'Islam, Ardabil est la plus grande ville d'Azerbaïdjan. Le contrôle arabe dure peu de temps dans la région qui est soumise aux luttes de pouvoir des notables locaux. Ardabil demeure prospère jusqu'à l'invasion mongole en 1220, ceux-ci dévastant et détruisant la ville d'Ardabil. Tabriz la remplace comme capitale régionale.
Le chah Ismail Ier commence sa campagne pour prendre le pouvoir sur la Perse depuis cette province, mais a ensuite fait de Tabriz sa capitale en 1500. Ardabil demeure un centre politique et économique d'importance jusqu'à l'époque contemporaine.
Le marchand Fédot Afanassiévitch Kotov décrit en 1624, la ville d'Ardabil et ses monument dans son Itinéraire de Moscou au royaume de Perse.
Dans les années 1800, les Russes arrivent : Guerre russo-persane de 1804-1813, Traité de Golestan (1813), Guerre russo-persane de 1826-1828 , Traité de Turkmantchaï, Guerre russo-turque de 1828-1829. La ville est brièvement occupée et durablement pillée de ses richesses culturelles, dont la bibliothèque de Safi al-Din Ardabili par le général russe Ivan Paskevitch.

## Démographie
Au recensement de la population iranienne de 2011, Ardabil compte 564 365 habitants . La majorité de la population est d'origine azérie d'Iran et la langue majoritairement parlée est l'azéri.

## Transports
La ville est desservie par l'aéroport d'Ardabil (en).

## Culture
L'Ensemble du Khanegah et du sanctuaire du Cheikh Safi al-Din, commencé en 1334 par le cheikh Sadr al-Din Musa, est un monument impressionnant, composé de plusieurs bâtiments : les mausolées de Cheikh Safi et du chah Ismail Ier, une mosquée, Chini khaneh (signifiant la maison de la porcelaine), Jannat Sara (la maison du paradis), Khanaqah (la maison des derviches), Cheragh Khaneh (la maison des lampes), Shahid khaneh (la maison des martyrs) et Chelleh Khaneh. Le chambre sous dôme du mausolée de cheikh Safi, appelée "Allah-Allah", a un plan octogonal. L'ensemble est inscrit sur la liste du patrimoine mondial depuis 2010.

## Personnalités
- Safi al-Din Ardabili, mort en 1334, fondateur de l’ordre soufi Safavieh.
- Sadr al-Din Musa (1305-1391), fils et successeur du précédent.
- Ismaïl Ier (1487-1524), premier souverain et fondateur de la dynastie safavide.
- Hossein Reza Zadeh (1978-), champion olympique d’haltérophilie.

### Universités
1. Université des sciences médicales d'Ardebil
2. Université Mohaghghegh Ardabili
3. Université Islamique libre d'Ardabil